# 8328 Uyttenhove
8328 Uyttenhove è un asteroide della fascia principale. Scoperto nel 1981, presenta un'orbita caratterizzata da un semiasse maggiore pari a 2,2947397 UA e da un'eccentricità di 0,1082302, inclinata di 5,53097° rispetto all'eclittica.